# Militärsportverein Brünn
Il Militärsportverein Brünn, meglio conosciuto come MSV Brünn, è stata una società di calcio tedesca attiva negli anni '40, con sede a Brünn, all'epoca città del protettorato di Boemia e Moravia.

## Storia
La città di Brno, come tutta la Boemia e Moravia, passò sotto il controllo della Germania dopo l'occupazione tedesca della Cecoslovacchia. Le autorità tedesche fondarono vari sodalizi sportivi per legare anche sportivamente le terre occupate al Terzo Reich. La squadra del Militärsportverein Brünn venne istituita nel 1939.
Iscritta inizialmente alla Gauliga Ostmark, venne poi spostata nella Gauliga Sudetenland, di cui vinse l'edizione 1942-1943, accedendo così alla fase nazionale del campionato tedesco 1942-1943.
Il club moravo venne estromesso al primo turno dal First Vienna. Nella Tschammerpokal 1943 raggiunse invece il secondo turno, venendo eliminato dai bavaresi del Norimberga.
La stagione seguente la squadra venne spostata nella Gauliga Böhmen und Mähren, che si aggiudicò, ottenendo così nuovamente l'accesso alla fase nazionale del campionato tedesco. Anche in questa edizione il MSV Brünn affrontò al primo turno il First Vienna, venendo nuovamente sconfitti.
Il club scomparve definitivamente alla fine della seconda guerra mondiale, non essendo più ammesse per ragioni politiche associazioni "tedesche" in Cecoslovacchia.